# コラリー・クレモン

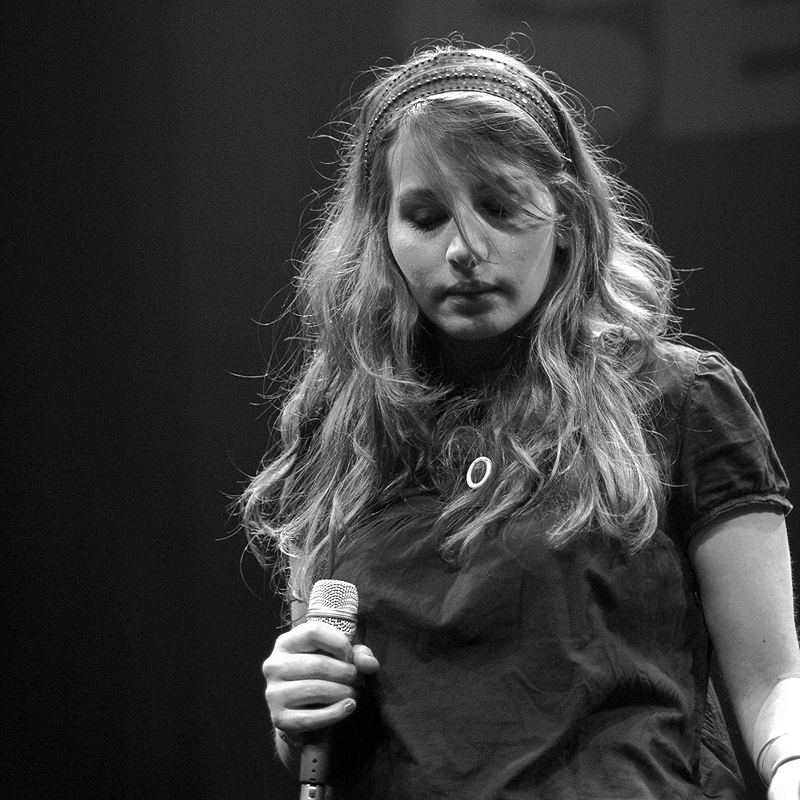
コラリー・クレモン（2009年）

コラリー・クレモン（Coralie Clément, 1978年9月1日 - ）は、フランスの歌手。兄はミュージシャンのバンジャマン・ビオレ。
ヴィルフランシュ＝シュル＝ソーヌで生まれる。父はクラリネット奏者で、彼女も6歳からヴァイオリンを習った。フランソワーズ・アルディ、ジェーン・バーキンとセルジュ・ゲンズブールを聴いたという。
デビューアルバムを発表したときは、まだ大学生だった。兄ビオレが全曲を提供している。

## ディスコグラフィ
- ルゥからの手紙　Salle des pas-perdus (2001)
- バイ・バイ・ビューティー　Bye bye Beauté (2005)
- Toystore (2008)
- La Belle Affaire (2014)